# Devils Lake (See, North Dakota)
Der Devils Lake ist ein See im US-Bundesstaat North Dakota. Er ist das größte natürliche Wasserreservoir North Dakotas.

## Name
Auf Dakota heißt der See Mni Wakan, modern englisch übersetzt Spirit Lake ‚Geist-See‘. Der Geograph Joseph Nicollet, der den See 1839 bereiste und beschrieb, gab den Namen als Mini-Wakan oder Devil’s Lake ‚Teufelssee‘ wieder. Schon 1848 wurde angemerkt, dass Nicollet Wakan hier falsch übersetze, das Wort meine wohl weder ‚Teufel‘ noch ‚Verzauberung‘. Passender sei aufgrund des salzigen Seewassers ein eher „medizinisches“ Wort. Neben Devils Lake wurde der See auch später noch Miniwakan, Minniwakan, Minnewaukan oder Lake Minnewakan genannt, daher stammt auch der Name der als Anlegestelle gegründeten Stadt Minnewaukan (zeitweise Minnewaukon). Heute wird der See immer Devils Lake genannt.

## Lage

Karte des Sees und seiner Umgebung, Satellitenaufnahme aus dem Jahr 2009

Der See liegt im Nordosten des Bundesstaates North Dakota, in den Countys Ramsey und Benson und in der Spirit Lake Reservation. Er befindet sich in der Prärie-Pothole-Region, einer eiszeitlich geprägten, flachen Prärielandschaft (Drift Prairie) mit zahlreichen Toteisseen. An den Ufern des Sees liegen die Orte Devils Lake im Norden, Fort Totten im Süden und Minnewaukan im Westen.
Der See ist in einzelne Buchten gegliedert, die teilweise durch Dämme mit Durchlässen abgetrennt sind. Bei hohen Wasserständen verbindet er sich mit angrenzenden Seen. Im See befindet sich eine größere Insel namens Graham Island. Sie wird vom Graham Islands State Park, einer großen Parkanlage, geprägt. Auf einer kleineren Insel, die sich im westlichen Teil des Sees befindet, wurde im Juni 2002 eine große Hotelanlage eröffnet.

## Hydrologie

### Allgemeines
Das Einzugsgebiet des Sees (Devils Lake Basin) ist 9.868 km² (3.810 Quadratmeilen) groß und gehört zum Flusssystem des Red River of the North. Davon entwässern 8.599 km² direkt in den Devils Lake und 1.269 km² in den Stump Lake. In der Neuzeit waren beide Seen immer endorheisch, hatte also keinen natürlichen Ausfluss. Das Wasser des Einflussgebiets fließt durch zahlreiche Trockentäler (Coulee), Bäche und Seen überwiegend von Norden in den Devils Lake oder den Stump Lake, wo es dann verdunstet oder ins Grundwasser versickert. Die wichtigsten Zuflüsse des Devils Lake sind der Big Coulee und der sogenannte Channel A, ein 1979 fertiggestellter Verbindungskanal vom Dry Lake die Bucht bei Grand Harbor (Sixmile Bay). Die Zuflüsse speisen sich aus einem zusammenhängenden Netz von Seen und Coulees, wobei die Verbindungen nur dann zu Stande kommen, wenn der Wasserstand der Seen hoch genug sind.
Der Wasserstand des Devils Lake ist extrem veränderlich und hängt vom jährlichen Niederschlag und dem langfristigen Klima ab. Es gibt daher keine „normale“ Größe der Sees, die Ufer verändern sich in der flachen Landschaft ständig. Auch der Salzgehalt und der Anteil anderer mineralischer Bestandteile schwankt daher stark. Seit der letzten Kaltzeit soll der Devils Lake mehrmals trockengefallen und übergelaufen sein. Der natürliche Überlauf tritt bei einem Wasserstand von 1458 Fuß (444 m) über dem Meeresspiegel auf: Aus dem Stump Lake fließt das Wasser dann durch den sogenannten Tolna Coulee bei Tolna in den Sheyenne River. Dieses Phänomen soll sich zuletzt vor etwa 800–1.200 Jahren ereignet haben. Ab einem Wasserstand von 1446,5 Fuß (441 m) fließt das Wasser des Devils Lake in den Stump Lake.

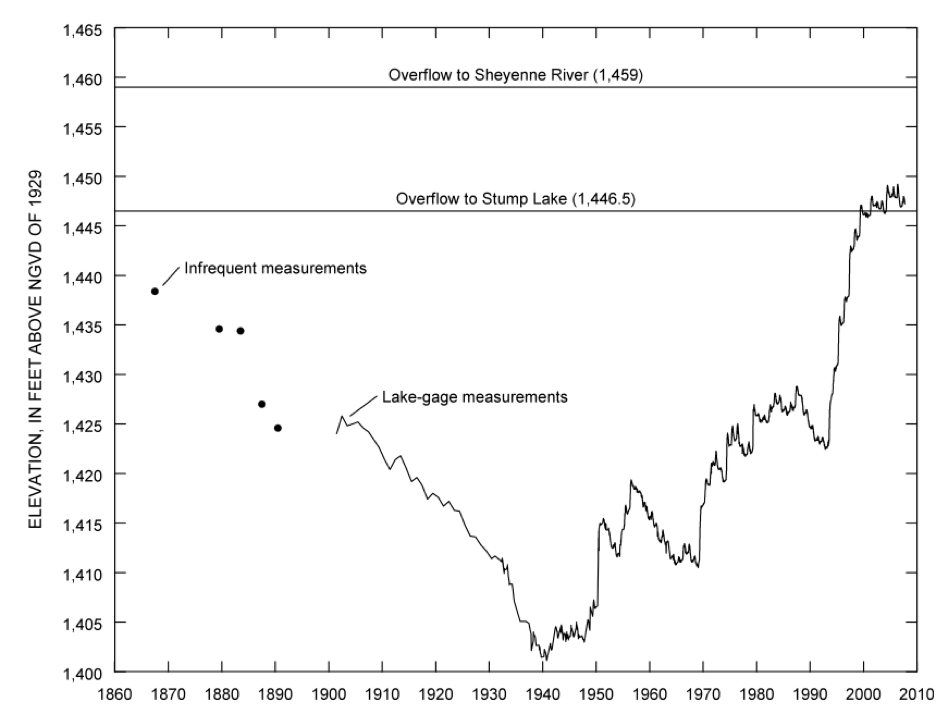
Gemessene Wasserstände des Devils Lake in Fuß, 1860–2008

### Entwicklung der Wasserstände
Als die Europäer um 1830 zum ersten Mal in die Region kamen, soll der Wasserstand des Devils Lake relativ hoch gewesen sein, allerdings war er damals nicht mit dem Stump Lake verbunden. 1901 wurde ein Pegel angelegt, davor gab es nur gelegentliche Messungen. Der Wasserstand sank bis 1909 so sehr, dass die Dampfschifffahrt auf dem See eingestellt wurde. Auch die folgenden Jahrzehnte waren sehr trocken (Dust Bowl). Der See wurde immer kleiner und salziger, was zum Aussterben der meisten Fische im See führte und in der Region zu weiteren wirtschaftlichen Schäden führte. Der Wasserstand sank bis 1940 auf ein Minimum von 1400,9 Fuß (427 m), damals war der See nur noch 60 cm tief. Man überlegte, den See künstlich aufzufüllen: Das Bureau of Reclamation plante, im Zuge des Sloan-Plans Wasser aus dem Missouri in den Devils Lake zu leiten und die Region zu bewässern (Missouri-Souris Project). Dieses Vorhaben wurde allerdings nie umgesetzt und zerschlug sich in den 1980er-Jahren endgültig. In dieser Zeit war der Wasserspiegel des Devils Lake auf natürliche Weise wieder angestiegen.

In den Jahren 1992–99 stieg der Pegelstand des Devils Lake durch hohe Niederschläge stark an. 1999 floss er zum ersten Mal in den Stump Lake über und bildet etwa seit 2007 einen quasi zusammenhängenden See. Zwischen 1992 und 2010 hat sich das Volumen der Seen mehr als versechsfacht, auf 3,7 Millionen Acre-Fuß (4,5 km³). Der steigende Wasserstand hat massive Schäden in der Region verursacht: Viele Häuser wurden unbewohnbar, landwirtschaftliche Flächen überflutet und die Infrastruktur musste aufwändig angepasst werden. Zwischen 1992 und 2010 investierte die öffentliche Hand über 1 Mrd. US-Dollar in die Region.

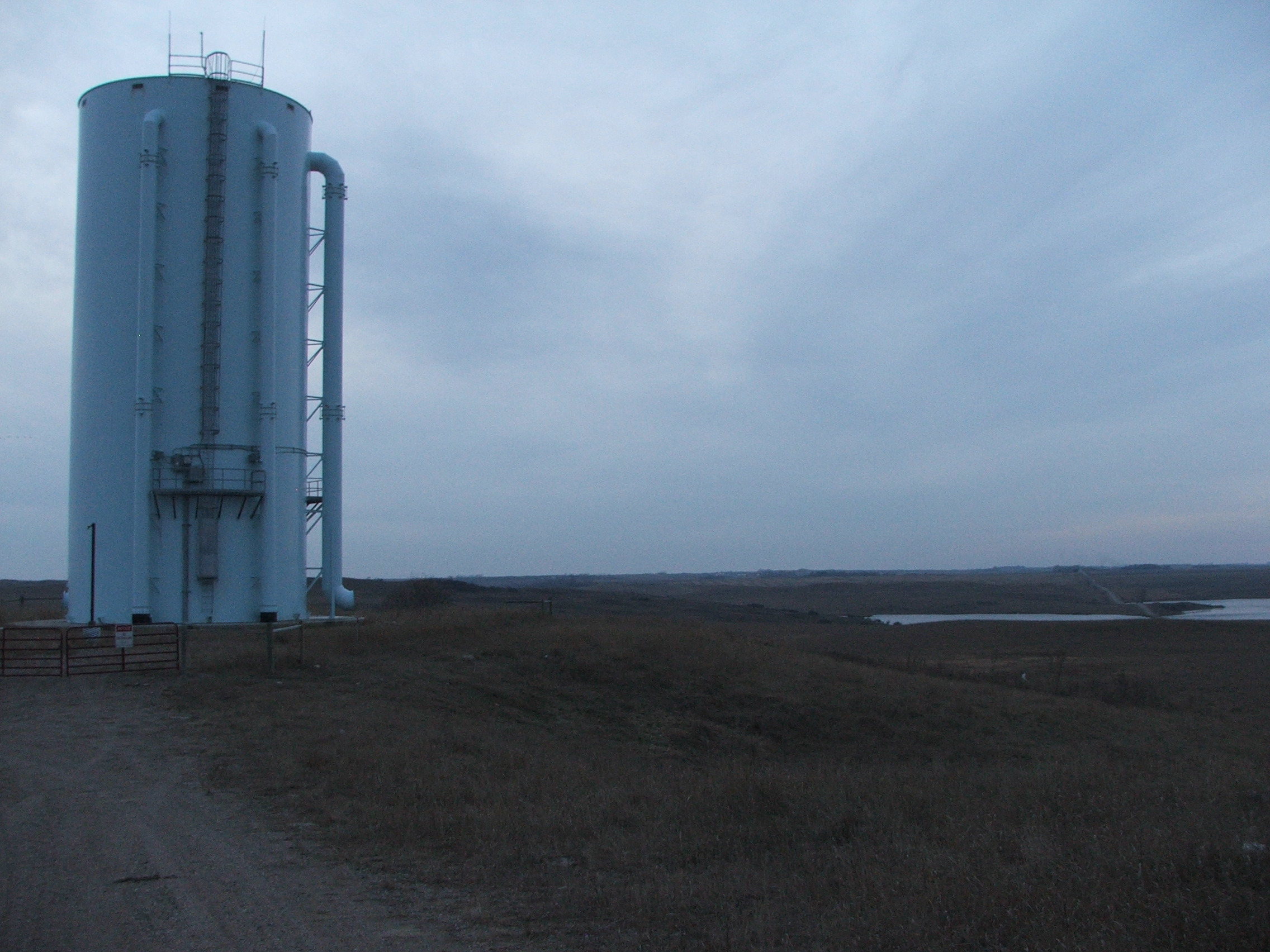
Pumpe am westlichen Abfluss, 2009

Um einen weiteren Anstieg und den Überlauf durch den Tolna Coulee zu verhindern, wurde 2005 eine künstliche Abflussmöglichkeit im Westen des Devils Lake fertiggestellt (west-end outlet), der mit mehreren Pumpen Wasser in den Sheyenne leiten kann. 2010 wurde seine Kapazität erhöht. Ein zusätzlicher Abfluss (east-end outlet) wurde 2012 errichtet. Er pumpt Wasser aus dem East Devils Lake in den Tolna Coulee. Außerdem errichtete das Army Corps of Engineers im gleichen Jahr eine Stauanlage am Stump Lake (Tolna Coulee Control Structure), die den potentiellen Überlauf in den Tolna Coulee kontrollierbar machen soll.
Der Devils Lake erreichte seinen bisherigen Höchststand im Juni 2011. Die Pumpen der Abflüsse laufen in der Regel in den Sommermonaten, die Entscheidungen über den Betrieb liegen in der Hand der State Water Commission und des Gouverneurs von Norddakota. Zusätzlich gibt es einen Beirat. Seit 2016 liegt das Stauziel des Devils Lake bei 1446 Fuß (441 m).

## Entstehung
Der Devils Lake entstand durch die Vergletscherung in der letzten Kaltzeit. Er ist der Überrest eines Lake Minnewaukan genannten glazialen Gletscherrandsees, der sich zum Ende der Kaltzeit bildete.

## Fischerei und Tourismus
In den 1990er-Jahren wurde der Devils Lake touristisch entdeckt. Seitdem wurden neue Hotels und Resorts errichtet. Der See wird besonders zum Angeln und Bootfahren genutzt. Am See findet sich ein Bootsverleih und ein Campingplatz. Der See wurde als einer der besten fünf Angler-Seen in den Vereinigten Staaten ausgezeichnet. Im Devils Lake lassen sich besonders Glasaugenbarsche, Hechte und Wolfsbarsche finden. Am Devils Lake findet außerdem jährlich das Devils Lake Chamber Golf Tournament statt.